# Barri d'Horta

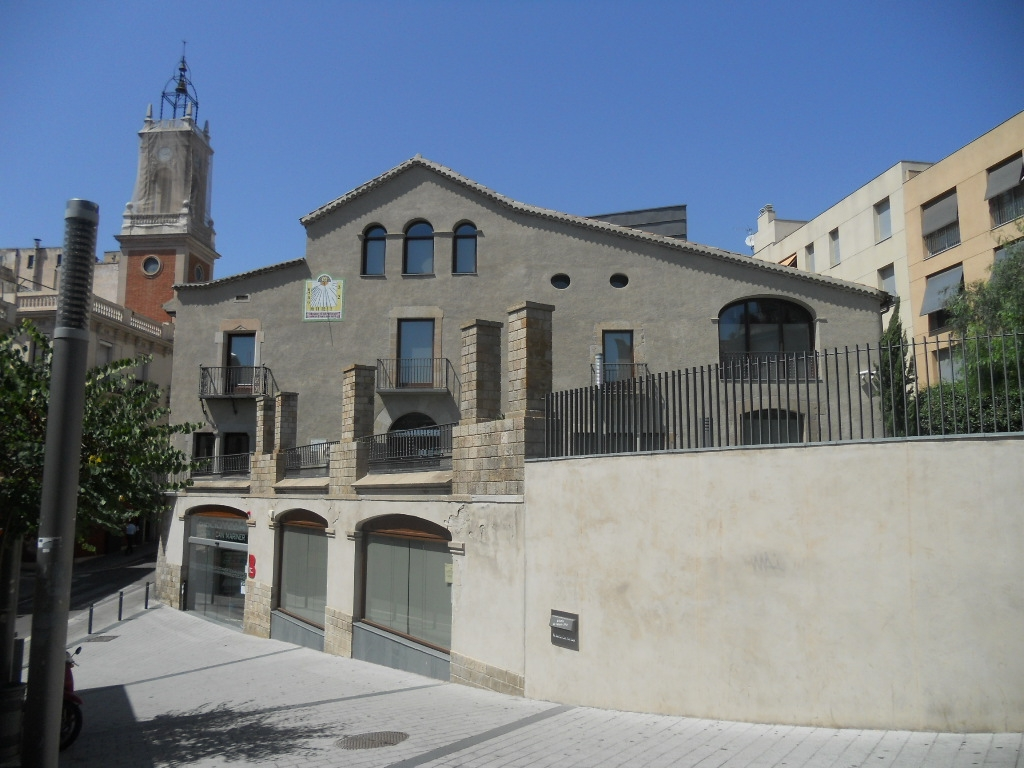
Masia Can Mariner, al barri d'Horta

Horta és un barri del districte Horta-Guinardó, de la ciutat de Barcelona. El nom prové de la família Horta, que va ser propietària del territori des de l'any 1036 fins al 1260. El primer document escrit en referència explícita a la parròquia de Sant Joan d'Orta data del 18 de març de 1095 i la primera església parroquial de Sant Joan d'Horta fou consagrada el 12 de juny de 1260.
Habitada per nobles i mercaders des del segle xiv, Horta creix al voltant del monestir de la Vall d'Hebron. El període d'esplendor va arribar fins a la fi del segle xvii. Es troba documentat per primer cop el 965, on s'esmenta la vall d'Horta. Antigament el barri fou el nucli principal del municipi independent d'Horta que corresponia si fa o no fa a l'actual districte d'Horta-Guinardó.
El creixement entre el segle xvi i segle xx fou a causa de l'abundància d'aigua que feu possible la instal·lació de nombroses bugaderies. La prosperitat de la zona també va créixer quan hi va arribar el tramvia l'any 1901. En la dècada de 1960 va arribar el metro (L5) a la plaça d'Eivissa, l'estació d'Horta.
Encara s'hi manté l'estructura del nucli antic al voltant de la Plaça d'Eivissa i té un eixample residencial. Al barri també hi ha el Parc del Laberint d'Horta, que és el jardí més antic que es conserva en tota la ciutat. És un jardí neoclàssic que es va començar el 1794 en una finca dels marquesos d'Alfarràs. A la vora del parc hi ha el velòdrom d'Horta, on es disputaren algunes proves dels Jocs Olímpics de Barcelona de 1992.

## Història

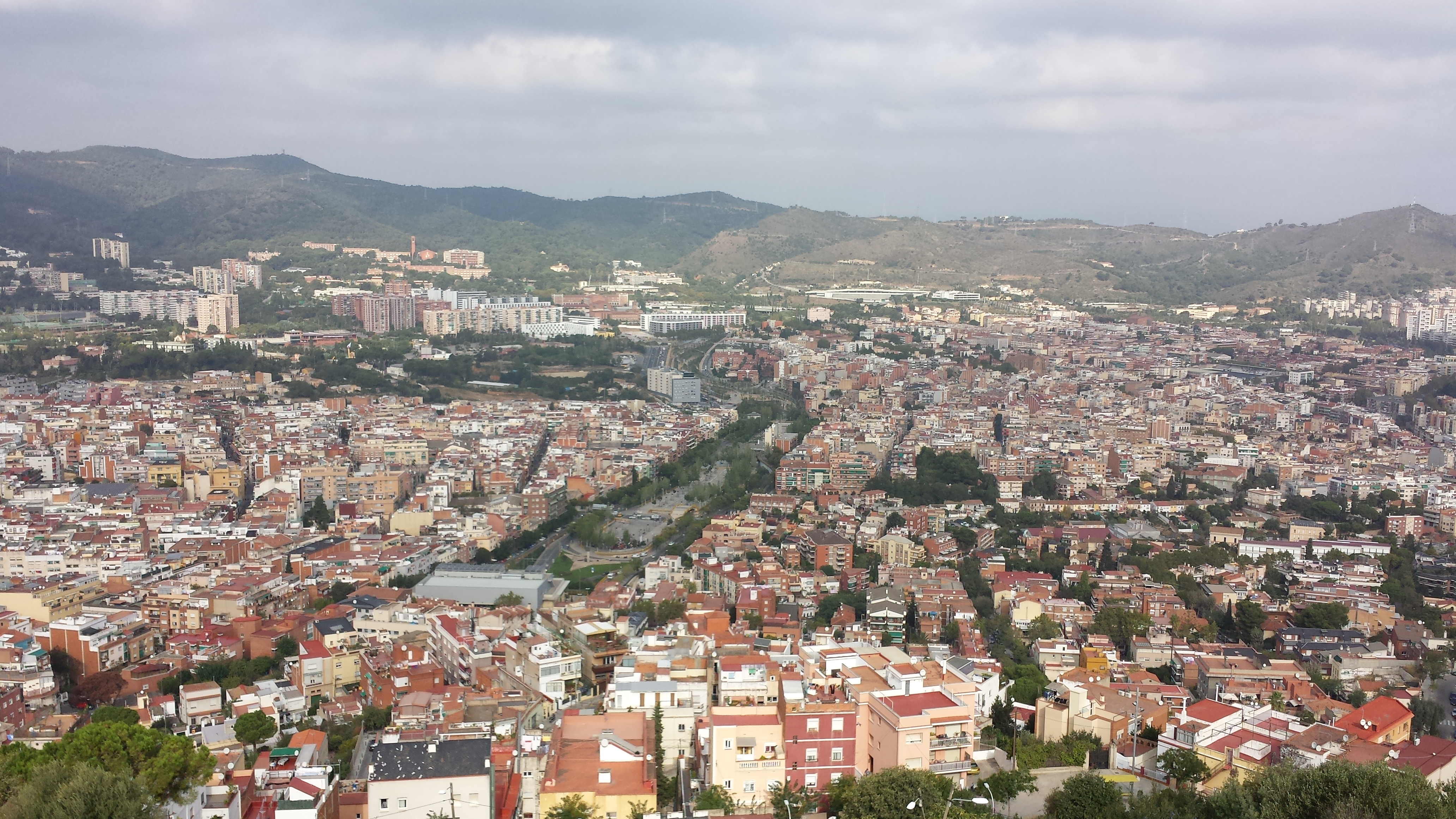
Barri d'Horta vist des del Turó de la Rovira

L'Horta actual fou fins al 1904 el municipi independent de Sant Joan d'Horta, a uns 6 quilòmetres de la Barcelona antiga. Era situat en la vall compresa entre el vessant barceloní de la serra de Collserola i els turons de la Peira, per una banda, i la Rovira, el Carmel i la Creueta del Coll, per l'altra.
Aquell municipi era més extens que el territori d'ara. Arribava fins a Vallcarca, tocant amb Sant Gervasi de Cassoles (també municipi independent) i amb Cerdanyola del Vallès per l'altra banda. I tot el territori dels barris actuals de Sant Genís dels Agudells, Montbau, la Vall d'Hebron i gran part del Carmel. L'origen del municipi era la parròquia de Sant Joan d'Horta, inicialment sufragània de Sant Genís dels Agudells, però esdevinguda parròquia a part a l'inici del segle xiii.
Horta ha estat sempre rica en aigua i per això era un nucli rural ja des de l'època romana. Com que el conreu de la terra ha estat l'activitat principal, d'aquí ve la gran proliferació de masies (més de cinquanta), moltes desaparegudes.
Horta també ha estat lloc d'estiueig per a la gent de Barcelona i per aquesta raó moltes masies i cases de pagès es van transformar en cases senyorials, algunes de categoria i dimensions considerables, com els jardins i el palau del Marquès d'Alfarràs (Laberint d'Horta), la Granja Vella (Seminari de Martí-Codolar) o Can Gallart (el Palau de les Heures).
El fet de tenir una gran abundància d'aigua va propiciar que s'hi desenvolupessin indústries que en necessitaven. Hi havia adoberies de pell (com can Fontaner, que fou la més gran i important), bugaderies, la fàbrica de midó de la família Oliver (la torre d'aigua del carrer Cartellà hi pertanyia), bòbiles, etc. També hi proliferaven molts oficis relacionats amb l'aigua: aiguaders, pouataires i tots els oficis ja desapareguts relacionats amb l'adob de la pell: assaonadors, blanquers, pellaires, etc.

## Cases del carrer Aiguafreda
Actualment aquest entorn és un espai únic a Horta, però era un estil d'habitatges que també es trobava en altres indrets: les cases del torrent de Carabassa, les de can Travi, etc. desaparegudes per remodelacions urbanístiques modernes. L'aigua abundant provinent dels pous de cada casa era l'element imprescindible per rentar la roba en els safareigs que encara s'hi conserven. Sovint se les anomena com les cases de les bugaderes; tanmateix, la majoria de les dones que feien de bugaderes no s'hi dedicaven exclusivament, sinó que -a més a més de tota la feina pròpia de les dones de l'època- rentaven roba aliena a casa seva, en aquest cas en els seus propis safareigs, per obtenir un ingrés complementari per a la família. A Horta va existir una indústria casolana, no per això menys important, de rentar roba de la gent que es podia permetre pagar la feina que, en el cas de Barcelona, no podien fer a casa per manca d'espai i d'aigua. Està documentat que d'ençà de començaments del segle xvii fins ben entrat el XX bona part de la roba de gent benestant de Barcelona es rentava a Horta. Recollien la roba bruta el dilluns i la tornaven neta el dissabte.
La carretera d'Horta a Barcelona era el recorregut que feien les bugaderes fins a Barcelona entrant pel Portal Nou. Encara existeix un camí per sota dels horts de les cases del carrer d'Aiguafreda que en deien el camí de Barcelona i era per on passaven persones i carruatges per anar a cercar la carretera d'Horta a Barcelona, tenint en compte que per sota passava el torrent de Carabassa.

## Entitats
- Arran Horta[4]
- Associació de Veïns i Veïnes d'Horta
- Lluïsos d'Horta
- Unió Atlètica d'Horta
- Unió Esportiva Horta
- Club Horta Futbol Sala
- Foment Hortenc
- Ateneu Hortenc
- AEIG Salvador Espriu
- Reducte Hortenc
- Horteres
- Consell de la Joventut d'Horta-Guinardó
- Queixal d'en Xöves
- Llibertàries Zona Nord
- Llunàtics Scooter Club
- Esplai Trencaclosques
- AE Sant Francesc Xavier
- Esplai Isard Flor de Neu
- Diables d'Horta